# Vietnamesischer Fußballpokal 2010
Der Vietnamesische Fußballpokal 2010 war die 20. Saison eines Ko-Fußballwettbewerbs in Vietnam. Der Pokal wurde von der Vietnam Football Federation organisiert. Er begann mit der  ersten Runde am 23. Januar 2010 und endete mit dem Finale am 28. August 2010.
Der Pokalsieger qualifizierte sich für den AFC Cup 2011.

## Termine
| Runde         | Datum                |
| ------------- | -------------------- |
| 1. Runde      | 23./24. Januar 2010  |
| Achtelfinale  | 19./21. Februar 2010 |
| Viertelfinale | 27./28. März 2010    |
| Halbfinale    | 24./25. April 2010   |
| Finale        | 28. August 2010      |

## Resultate und Begegnungen

### 1. Runde
|                       | Ergebnis        |                     |
| --------------------- | --------------- | ------------------- |
| 23. Januar 2010       |                 |                     |
| Hà Nội ACB            | 2:2 (4:2 i. E.) | Hà Nội T&T          |
| Thành phố Hồ Chí Minh | 0:1             | XSKT Cần Thơ        |
| 24. Januar 2010       |                 |                     |
| Than Quảng Ninh FC    | 0:2             | Viettel FC          |
| Megastar Nam Định     | 1:0             | Huda Huế            |
| Navibank Sài Gòn FC   | 0:1             | Đồng Nai Berjaya    |
| Hùng Vương An Giang   | 1:2             | Hoàng Anh Gia Lai   |
| Hòa Phát Hà Nội FC    | 3:1             | Quảng Nam FC        |
| Khatoco Khánh Hòa     | 2:1             | XM Fico Tây Ninh    |
| Vissai Ninh Bình FC   | 2:1             | SQC Bình Định       |
| Đồng Tâm Long An      | 3:2             | Hải Nhân Tiền Giang |

### Achtelfinale
|                     | Ergebnis        |                    |
| ------------------- | --------------- | ------------------ |
| 19. Februar 2010    |                 |                    |
| SHB Đà Nẵng         | 2:0             | XSKT Cần Thơ       |
| Khatoco Khánh Hòa   | 0:1             | Becamex Bình Dương |
| 21. Februar 2010    |                 |                    |
| Hòa Phát Hà Nội FC  | 0:0 (5:4 i. E.) | Vicem Hải Phòng    |
| Megastar Nam Định   | 1:0             | Hà Nội ACB         |
| Đồng Nai Berjaya    | 0:2             | TĐCS Đồng Tháp     |
| Đồng Tâm Long An    | 1:1 (4:5 i. E.) | Hoàng Anh Gia Lai  |
| Sông Lam Nghệ An    | 3:0             | Viettel FC         |
| Vissai Ninh Bình FC | 3:0             | Lam Sơn Thanh Hóa  |

### Viertelfinale
|                   | Ergebnis        |                     |
| ----------------- | --------------- | ------------------- |
| 27. März 2010     |                 |                     |
| Megastar Nam Định | 1:0             | Vissai Ninh Bình FC |
| Sông Lam Nghệ An  | 2:1             | Hòa Phát Hà Nội FC  |
| 28. März 2010     |                 |                     |
| SHB Đà Nẵng       | 4:0             | TĐCS Đồng Tháp      |
| Hoàng Anh Gia Lai | 1:1 (6:5 i. E.) | Becamex Bình Dương  |

### Halbfinale
|                  | Ergebnis        |                   |
| ---------------- | --------------- | ----------------- |
| 24. April 2010   |                 |                   |
| SHB Đà Nẵng      | 1:1 (2:4 i. E.) | Hoàng Anh Gia Lai |
| 25. April 2010   |                 |                   |
| Sông Lam Nghệ An | 3:0             | Megastar Nam Định |

### Finale
|                  | Ergebnis |                   |
| ---------------- | -------- | ----------------- |
| 28. August 2010  |          |                   |
| Sông Lam Nghệ An | 1:0      | Hoàng Anh Gia Lai |

| Vietnamesischer Pokalsieger 211 |
| Sông Lam Nghệ An                |